# 장준혁
장준혁(2004년 7월 15일 ~ )은 대한민국의 배우이다.

## 연기활동

### 영화
- 2013년 국제시장
- 2013년 역린
- 2014년 좋은친구들

### 드라마
- 순금의 땅

- 참좋은 시절

### 뮤지컬
- 2014년 또봇-부산-대구-전주-수원-부천